# Barcraft

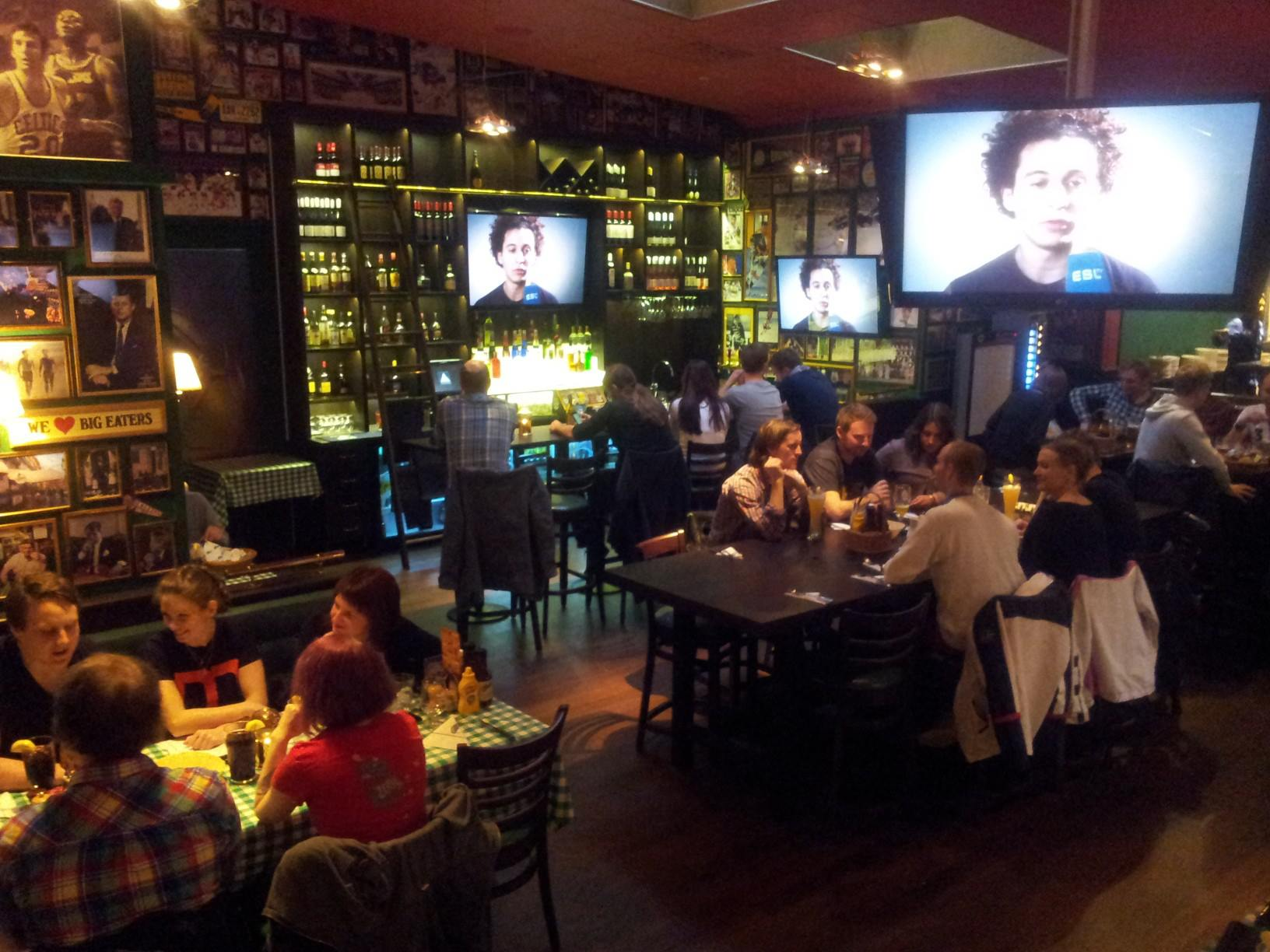
Barcraft i Stockholm, 26 maj 2013

Barcraft är sportbarer där man tittar på e-sport. Namnet är en sammanslagning av orden Starcraft och bar. Fenomenet dök upp i USA under våren 2011. 
Framgången för barcraftkonceptet har lett till etableringen av "e-sportbarer", som istället för traditionell sport endast visar e-sport. E-sportbaren Meltdown finns numera i såväl Paris som London.

## Barcraft i Sverige
Den första svenska barcraften, BarCraft STHLM, hölls den 17 september 2011 under Dreamhack Invitational i Valencia. Sedan 2011 har intresset för Barcraft vuxit, och i Sverige finns det lokala föreningar i Stockholm, Malmö, Karlstad och Luleå.